# ヤネス・ヴィークホフ
ヤネス・ルカ・ヴィークホフ（Jannes Luca Wieckhoff、2000年8月2日 - ）は、ドイツ・シェネフェルト出身のサッカー選手。ヘラクレス・アルメロ所属。ポジションはディフェンダー。

## クラブ経歴
FCザンクトパウリの下部組織出身であり、2018-19シーズンからBチームでプレーし始めた。2020年9月21日、2. ブンデスリーガの開幕戦であるVfLボーフムとの試合に先発出場したことでトップチームデビューを飾った	
。また、翌節の1.FCハイデンハイム戦ではプロ2試合目にしてプロ初ゴールを挙げ、4-2での勝利に貢献した。
2023年6月4日、ヘラクレス・アルメロに移籍し、3年契約を結んだ。